# Bari Brahmana
Bari Brahmana é uma cidade e uma notified area committee no distrito de Jammu, no estado indiano de Jammu & Kashmir.

## Demografia
Segundo o censo de 2001, Bari Brahmana tinha uma população de 31 616 habitantes. Os indivíduos do sexo masculino constituem 53% da população e os do sexo feminino 47%. Bari Brahmana tem uma taxa de literacia de 61%, superior à média nacional de 59,5%; com 59% para o sexo masculino e 41% para o sexo feminino. 14% da população está abaixo dos 6 anos de idade.